# Бульбуль таранг

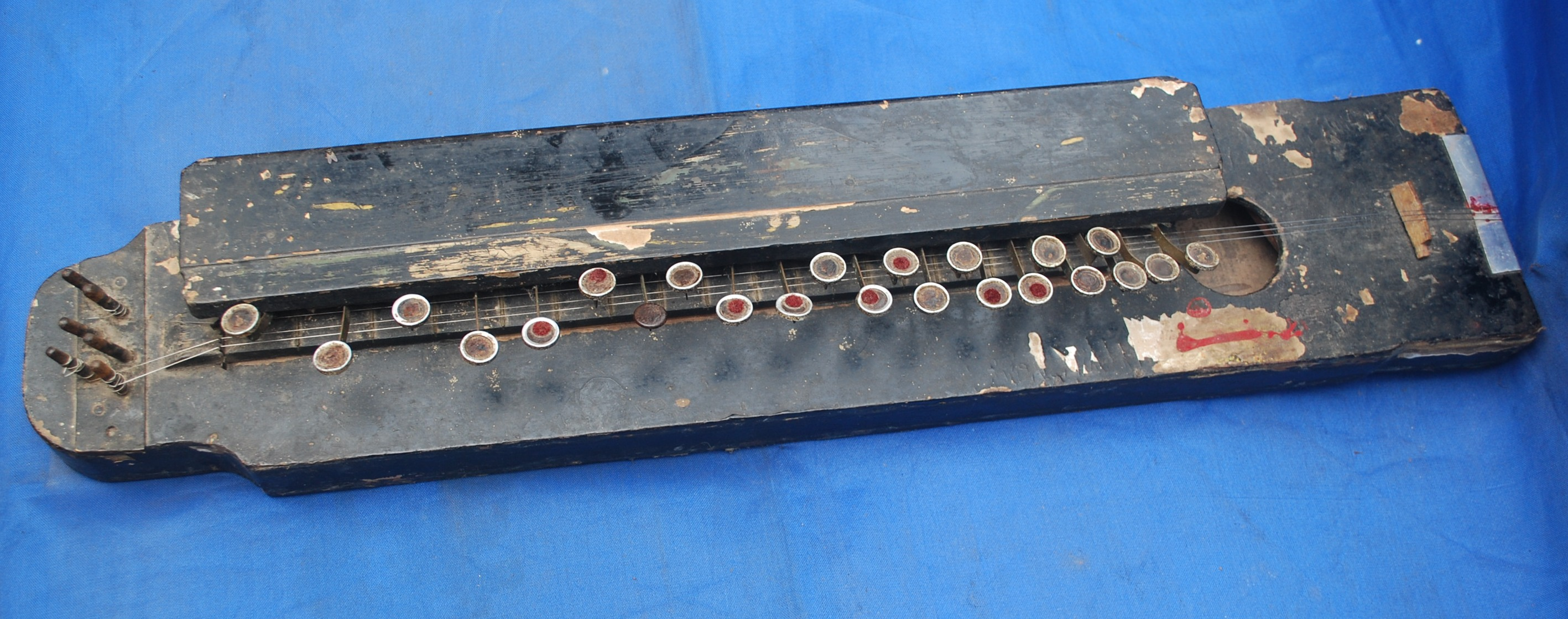
Бульбуль таранґ

Бульбуль таранґ (гінді बुलबुल तरंग), Gurmukhi, (ਬੁਲਬੁਲਤ੍ਰਂਗ буквально «хвилі солов'їв», інша назва індійське або пенджабське банджо) — струнний інструмент з Пенджабу (ਪਂਜਾਬ), який еволюціонував з японського тайсьоґото, який, ймовірно, прибув у Південну Азію в 1930-х роках.
Інструмент використовує два набори струн, один набір для фону, а другий для мелодії. Струни проходять над тарілкою або накладкою, тоді як вгорі розташовані клавіші, що нагадують клавіші машинки, які при натисканні на лад або вкорочують струни, щоб підвищити їх висоту.

## Настроювання
Струни мелодії зазвичай налаштовуються на одну і ту ж ноту або в октавах, тоді як струни фону налаштовуються на 1-ю та 5-ю з мелодійних струн. Налаштований таким чином, інструмент є унітонічним, або не використовується для модуляції на різні клавіші, оскільки вишукана мелізматична музика Індії більше стосується вираження тонких мікротональних приростів висоти в музично-теоретичній системі, кардинально відрізняється від західної, переважно гармонічної музика; так що модуляція до різних клавіш не вважається настільки важливою. За бажанням мелодійні струни можуть бути налаштовані на різні висоти, однак, роблячи їх мультитонічними, але складнішими для відтворення. Найчастіше на аранжуванні співу грають бульбуль таранґ. Подібно до автоарфи, акорд можна натиснути, якщо натиснуто клавішу, а струни часто схиляються або б'ються пікіровкою.

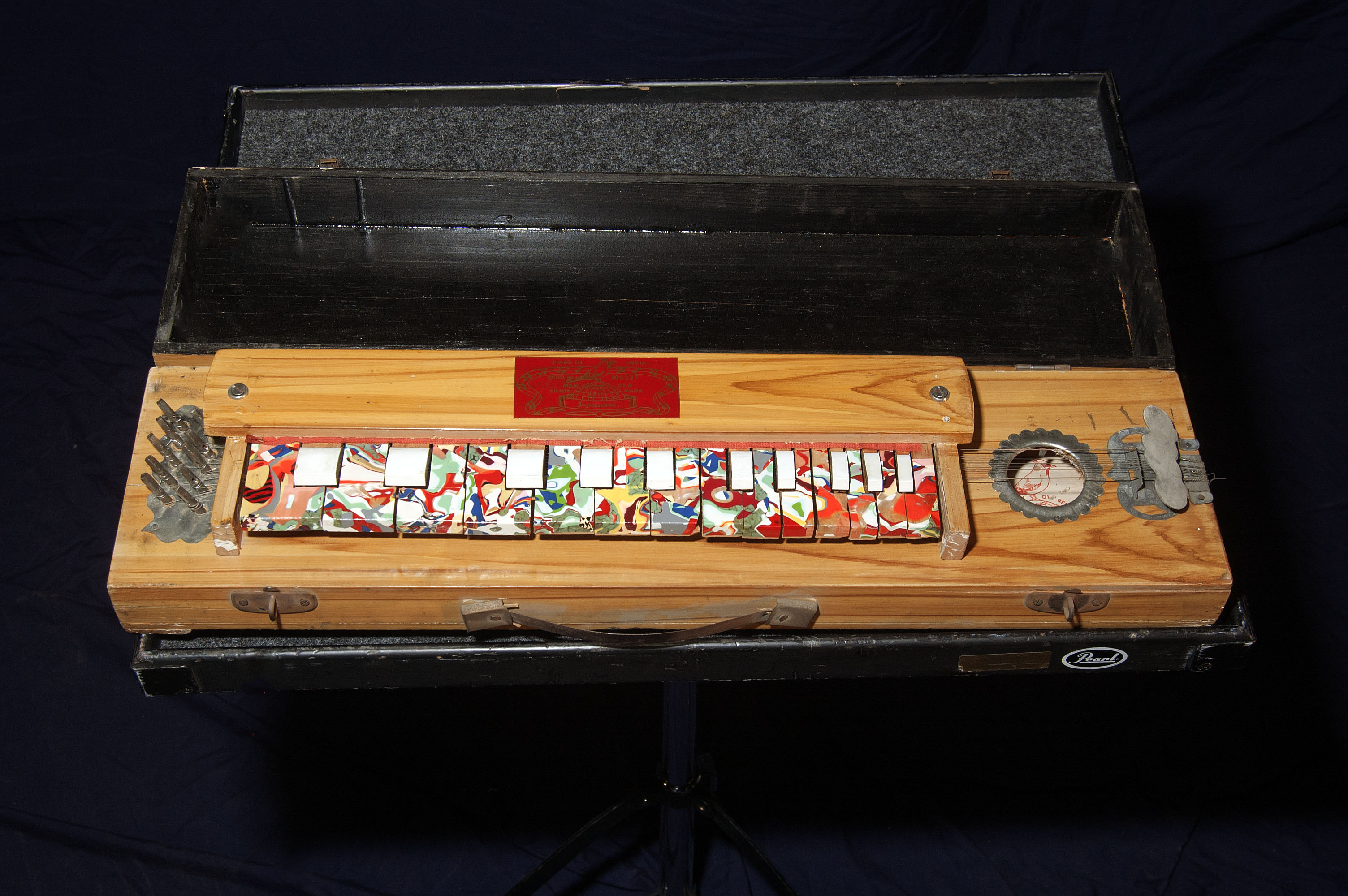
Бульбуль таранг (з колекції Еміля Річардса)

## Подібні інструменти
Індійська версія іноді відома як «індійське банджо» або «японське банджо», через своє походження з тайсьоґото; подібні інструменти в Німеччині та Австрії відомі як акордолія, а в Пакистані — бенджу. На Мальдівах він відомий як котафоші та як медолін (вимовляється як «мендолін» після мандоліни) в індійській діаспорі Фіджі.
Більш складна та електрифікована версія відома як шахі бааджа.

## Визначні виконавці
- Хала Страна
- Гаррі Фуллер
- Аїр, джазова група
- Ахува Озері з Тель-Авіва, Ізраїль